# August Heinrich Scherer
August Heinrich Scherer (* 31. Juli 1887 in München) war ein deutscher Autor und nationalsozialistischer Funktionär, der ab 1937 das Reichspropagandaamt im Gau Kurmark in Berlin leitete.
Er war zunächst als Schriftleiter der Filmkreditbank tätig und trat der NSDAP bei. Er wurde Vorsitzender des Landesfremdenverkehrsverbandes und technischer Leiter des Gemeinderundfunkverbandes. Als 1937 in Berlin das Reichspropagandaamt aus der Landesstelle Kurmark des Reichspropagandaministeriums gebildet wurde, übernahm er dessen Leitung und war in Personalunion gleichzeitig Landeskulturwalter.

## Publikationen (Auswahl)
- Der deutsche Mensch, 1933.
- Deutschland kämpft um Seegeltung, Berlin 1940.
- Fregatten unter dem Roten Adler. Deutschland kämpft um Weltgeltung. Berlin 1940.
- Stimmen der Heimat. Märkische Dichtung. Leipzig 1940.